# Rex Rudi
Rex Rudi är ett rockabillyband från Grünerløkka i Oslo i Norge, bildat 1998. Sångare Tomas Drefvelin gör även en tecknad serie om bandet, som bland annat publicerades i svenska Nemi-tidningen från 2003 till 2009 och i tidningen VG från 2005 till 2009.

## Medlemmar

### Nuvarande medlemmar
- Tomas «Rudi» Drefvelin – sång, gitarr, piano (1998–)
- Thomas «Trommas» Støyva – trummor (1998–)
- Johan Klüwer – munspel (2006–)
- Hans E. Wagner – kontrabas (2008—)

### Tidigare medlemmar
- Peter B. Albers – basgitarr (1998–2000)
- Julius Lind – kontrabas (2000–2008)

## Diskografi

### Album
- Her om dagen i Lagunen (1999)
- Kampens hete (2003)
- Backbeat og begjær (2005)
- Alt er vel (2008)
- Psycho Membrana (2012)

### EP
- Rexmaskin demo (2001)
- Så lenge det er natt (2008)

### Singlar
- Rock'n'roll Jul (2003)
- Connery (2011)